# Eileen Gail de Planque
Eileen Gail de Planque (Nova Jérsei, 1944 – 8 de setembro de 2010) foi uma física nuclear estadunidense.

## Prêmios
- 2004 Women in Technology International